# Línea 23 (autobuses urbanos de Granada)
La línea 23 fue una línea regular de autobús urbano de la ciudad española de Granada. Es operada por la empresa Transportes Rober.
Realiza el recorrido comprendido entre La Caleta y el barrio de Realejo-San Matías, siendo la principal comunicación de este céntrico barrio con el centro de la ciudad. Utiliza autobuses más cortos de lo normal por circular por calles especialmente estrechas.
Tiene una frecuencia media de 20 a 30 minutos.

## Recorrido
El objetivo de la línea es unir el barrio de Realejo-San Matías con el centro de la ciudad, los servicios principales y servir de enlace con el resto en líneas que utilizan el eje de la Gran Vía. En Realejo-San Matías el recorrido de ida y de vuelta se realiza por corredores diferentes, al ser las calles de sentido único, por lo que la única cabecera efectiva es la de La Caleta.
La línea se puso en marcha durante los años 2000. La numeración fue utilizada anteriormente para una línea circular por el centro de la ciudad.